# بوب ديفيس (رجل أعمال)
بوب ديفيس (بالإنجليزية: Bob Davis)‏ هو شخصية أعمال أمريكي، ولد في 6 أكتوبر 1956 في بوسطن في الولايات المتحدة.